# Bill Russell
William Felton «Bill» Russell (Monroe, Luisiana; 12 de febrero de 1934-Mercer Island, Washington; 31 de julio de 2022) fue un baloncestista estadounidense que disputó trece temporadas en los Boston Celtics de la NBA. Con 2,08 metros de altura, jugaba en la posición de pívot. Fue el máximo estandarte de la dinastía de los Celtics que ganaron once campeonatos en trece años y en ese lapso disputaron diez finales consecutivas (logrando ocho títulos consecutivos). Fue en cinco ocasiones nombrado MVP de la temporada, cuatro veces máximo reboteador del año, aunque extrañamente solamente figuró en tres ocasiones en el mejor quinteto de la NBA, a las que se agregan otras ocho apariciones en el segundo quinteto. Ampliamente considerado como uno de los mejores jugadores de baloncesto de todos los tiempos, fue galardonado con la Medalla Presidencial de la Libertad de los Estados Unidos.
Antes de su carrera profesional ganó en 1955 y 1956 dos campeonatos universitarios de la NCAA con el equipo de los San Francisco Dons de la Universidad de San Francisco y la medalla de oro en los Juegos Olímpicos de Melbourne 1956 como capitán de la selección de baloncesto de Estados Unidos.
Russell es considerado como uno de los mejores defensores de la historia de la NBA, siendo sus tapones y su defensa al hombre las mayores razones del éxito de los Celtics, inspirando además a otros jugadores a mejorar su juego defensivo. También fue notable a la hora de rebotear, recogiendo un total de 21 620 rebotes en toda su carrera y convirtiéndose en uno de los dos jugadores (junto con Wilt Chamberlain) capaces de conseguir 50 rebotes o más en un partido. A pesar de no centrarse nunca en el juego ofensivo, finalizó su carrera profesional con 14 522 puntos.
Desde 1975 ha formado parte del Basketball Hall of Fame y en 1996 fue nombrado uno de los 50 mejores jugadores de la historia de la liga. Asimismo, forma parte de otras dos selecciones históricas de la NBA: Equipo del 25 Aniversario de la NBA (1971) y Equipo del 35 Aniversario de la NBA (1980). En septiembre de 2021 volvió a entrar en el Hall of Fame, esta vez como entrenador, algo que solo han logrado cuatro personas antes (John Wooden, Lenny Wilkens, Bill Sharman y Tom Heinsohn).
Poco después de su fallecimiento en 2022, la NBA retiró la camiseta número 6 de Russell en toda la liga, convirtiéndose en el único jugador en la historia de la NBA en recibir tal honor. En las grandes ligas deportivas estadounidenses, tan solo Jackie Robinson en la MLB y Wayne Gretzky en la NHL habían recibido un trato similar.

## Comienzos
Su familia tuvo muchos problemas con el racismo, hasta el punto de que a su padre le fue negado el servicio en una gasolinera hasta que todos los clientes blancos hubieran sido atendidos. Cuando su padre intentó marcharse y buscar otra gasolinera, el encargado del establecimiento le pegó con una escopeta en la cara amenazándolo de muerte con que se quedara y esperara su turno. En otra ocasión, su madre caminaba por la calle con un vestido elegante cuando un policía local se la encontró y la hizo regresar a casa para cambiarse el vestido ya que le describió como «ropa de blanca». Debido al racismo que se respiraba en su Monroe natal, la familia Russell se mudó a Oakland, California. Su madre, Kathy, murió de un fallo renal poco antes de cumplir los 33 años de edad. Criado a partir de entonces por su padre, siempre reconoció en él a su ídolo: «Nunca en mi vida sentí vergüenza por mi padre. Intenté recoger el máximo de su filosofía y añadir mi personalidad, aunque nunca llegué a su nivel».
Russell asistió al Instituto McClymonds, donde no comenzó a sobresalir como jugador de baloncesto sino hasta los dos últimos años de secundaria, cuando ganó tres campeonatos estatales con el equipo.

### Universidad

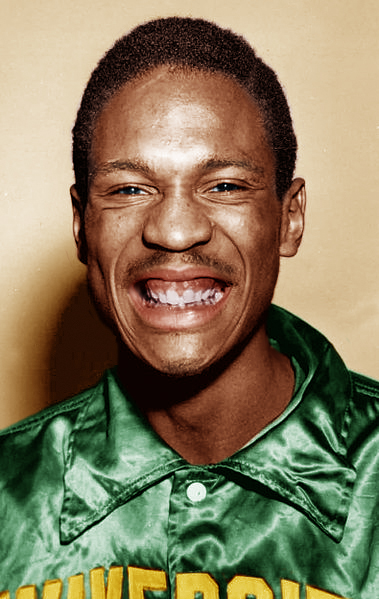
Russell, en su etapa en San Francisco.

La única universidad que ofrecía una beca deportiva a Russell era la Universidad de San Francisco, donde Russell jugó bajo las órdenes del entrenador Phil Woolpert. Junto con sus compañeros afroamericanos Hal Perry y K.C. Jones, Russell se convirtió en objeto de insultos racistas, tanto en USF como en los otros lugares. En un lamentable incidente, hoteles de Oklahoma City se negaron a admitir a Russell y sus compañeros negros mientras el equipo estaba en la ciudad para disputar el All-College Tournament de 1954. En protesta a ello, el equipo entero decidió acampar en una residencia universitaria de estudiantes cerrada, lo que ellos más tarde consideraron una importante experiencia de vinculación. Décadas más tarde, Russell explicó que sus experiencias le endurecieron contra el abuso de todo tipo de clases. «Nunca me permití ser una víctima» dijo.
Russell lideró a USF Dons a los campeonatos de la NCAA de 1955 y 1956, incluyendo una racha de 55 partidos consecutivos ganados. Se convirtió en un jugador popular gracias a su fuerte defensa y su habilidad para taponar los tiros rivales, llegando a colocar 13 en un partido. John Wooden, entrenador de UCLA Bruins, dijo de Russell que era "el mejor defensor que jamás he visto".
Durante su carrera universitaria, Russell promedió 20,7 puntos y 20,3 rebotes en 79 encuentros. Fue tan dominante que forzó a la NCAA a modificar varias reglas, las que vinieron a ser conocidas como las «Reglas de Russell»; tras la temporada de 1955, se decidió ensanchar la línea de tiros libres de seis a doce pies, lo que obligaba a los pívots a jugar más lejos de canasta. También se convirtió en ilegal tocar el balón cuando este se encuentra en trayectoria descendente a canasta.

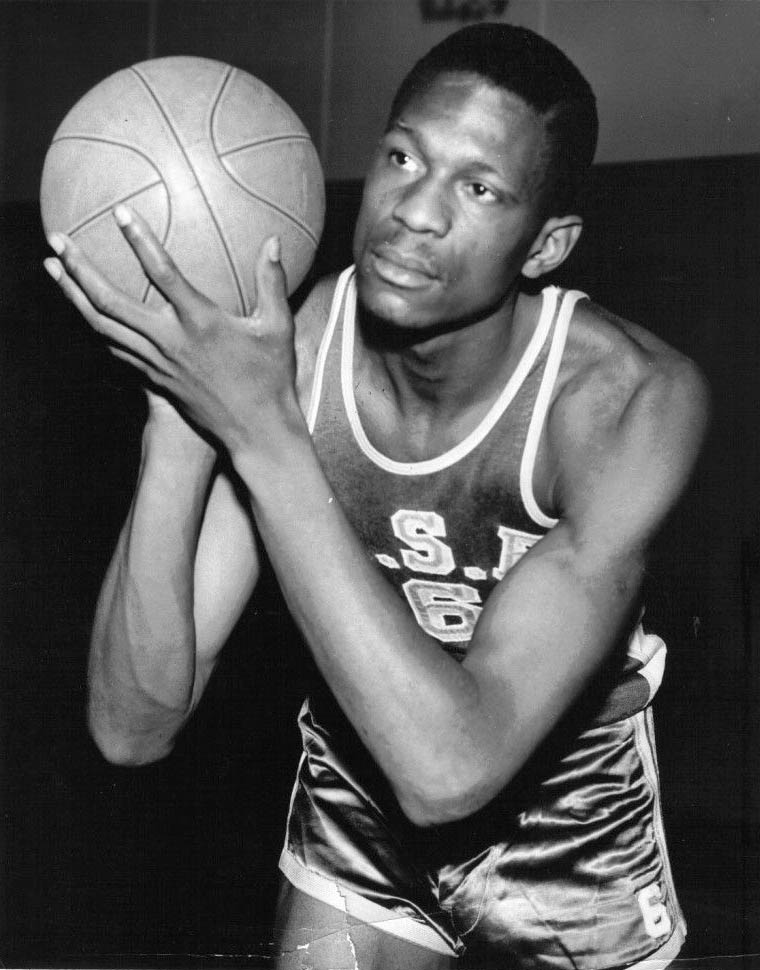
Un joven Bill Russell en su etapa en la universidad de San Francisco.

Además del baloncesto, Russell representó a USF Dons en competiciones de atletismo. Compitió en la carrera de 402 m, pudiendo completarla en 49,6 s, y en salto de altura, siendo elegido por la revista Track & Field News como el séptimo mejor saltador de altura del mundo en 1956. Ese año, Russell ganó los títulos de salto de altura en la reunión amateur de Central California y del Pacífico, y en la West Coast Relays. En esta última competición, realizó uno de sus mejores saltos, alcanzando los 2,06 m, sólo 6 cm menos que los alcanzados por el campeón olímpico aquel año.
Tras su carrera en San Francisco, los Harlem Globetrotters le invitaron a unirse a su legendario equipo. Sin embargo, el propietario Abe Saperstein solo negociaba directamente con el entrenador de Russell, por lo que el pívot rechazó la oferta. Alegó que si Saperstein era demasiado elegante para hablar con él, entonces él era demasiado elegante para jugar para Saperstein. En cambio, Russell se declaró elegible para el Draft de la NBA de 1956.

### Draft de 1956
En el Draft de 1956, el entrenador de Boston Celtics Red Auerbach, había puesto sus ojos sobre Russell, pensando que su intensidad defensiva y su capacidad reboteadora era lo que los Celtics realmente necesitaban. Sus pensamientos eran poco ortodoxos, ya que por aquel tiempo los pívots destacaban por su juego ofensivo y por prestar poca atención a la defensa. Sin embargo, las posibilidades de conseguir a Russell parecían remotas, ya que tras quedar los Celtics segundos la temporada anterior su elección en el draft era demasiado baja. Además, Auerbach ya había usado su elección territorial para elegir al alero Tom Heinsohn. Pero Auerbach ya sabía que Rochester Royals, equipo poseedor de la primera elección del draft, iban a seleccionar al joven reboteador Maurice Stokes y que no estaban dispuestos a pagar los 25 000 dólares que solicitaba Russell. St. Louis Hawks, segundos en el draft, eligieron a Russell, pero el equipo deseaba hacerse con los servicios de Ed Macauley, jugador seis veces All-Star de los Celtics y nativo de St. Louis. Auerbach aceptó negociar con los Hawks por Macauley solo si entraba en la operación el joven Russell, y después de que los Celtics estuvieran de acuerdo en incluir también al rookie Cliff Hagan, el traspaso se hizo oficial.
En ese mismo draft, los Celtics también escogieron a K.C. Jones, compañero de Russell en San Francisco Dons. Esa noche la franquicia consiguió hacerse con los servicios de tres futuros miembros del Hall of Fame y campeones de la NBA como eran Russell, Jones y Heinsohn. Dicha elección del draft y el mencionado intercambio posterior fueron considerados, con la perspectiva del tiempo, uno de los más importantes intercambios de la historia del deporte estadounidense.

### Juegos Olímpicos de 1956
Antes de su primer año como profesional, Russell fue capitán de la selección nacional estadounidense que compitió en los Juegos Olímpicos de Melbourne 1956. Russell tuvo la opción de saltarse el torneo y disputar la temporada completa con los Celtics, algo a lo que el pívot rehusó. Posteriormente comentó que hubiera competido en salto de altura si hubiera sido rechazado por el equipo de baloncesto. Bajo la tutela del entrenador Gerald Tucker, Russell ayudó al combinado estadounidense a ganar la medalla de oro derrotando a la Unión Soviética en la final por 89-55. Estados Unidos dominó el torneo, ganando a sus rivales por una diferencia de 53,5 puntos por partido de promedio. Russell lideró al equipo en anotación con 14,1 puntos por encuentro, mientras que Jones, compañero de equipo suyo en los Celtics aportó otros 10,9 por partido.

## NBA

### 1956–59

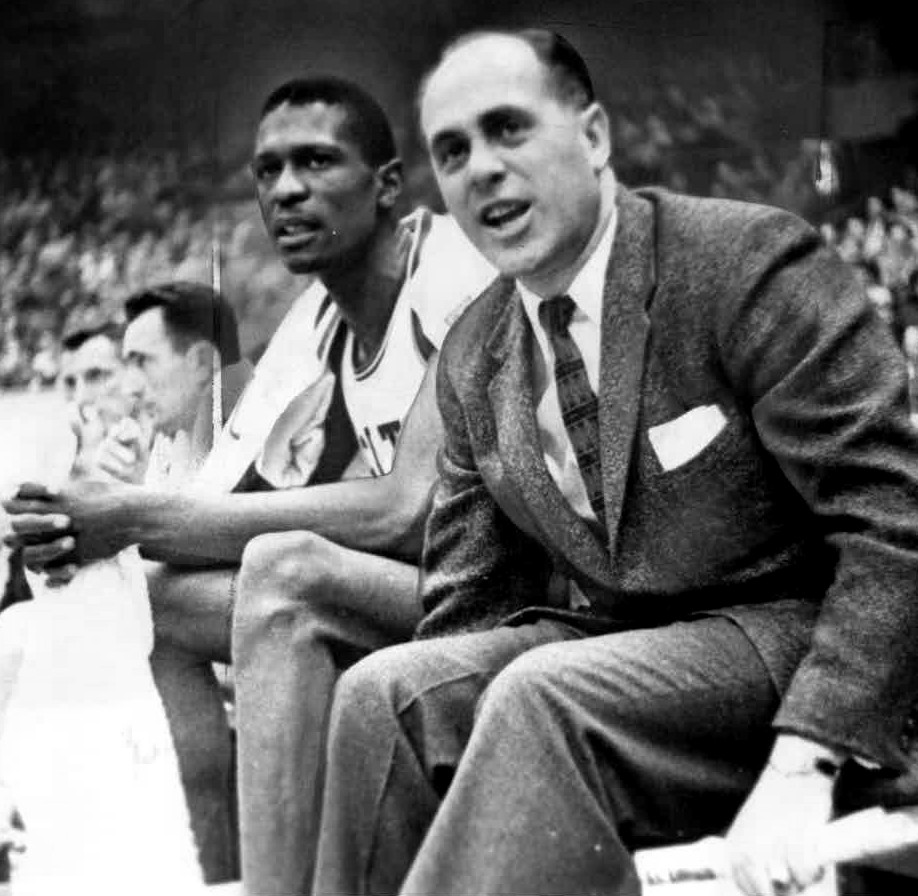
Russell, al lado de Red Auerbach, en 1956.

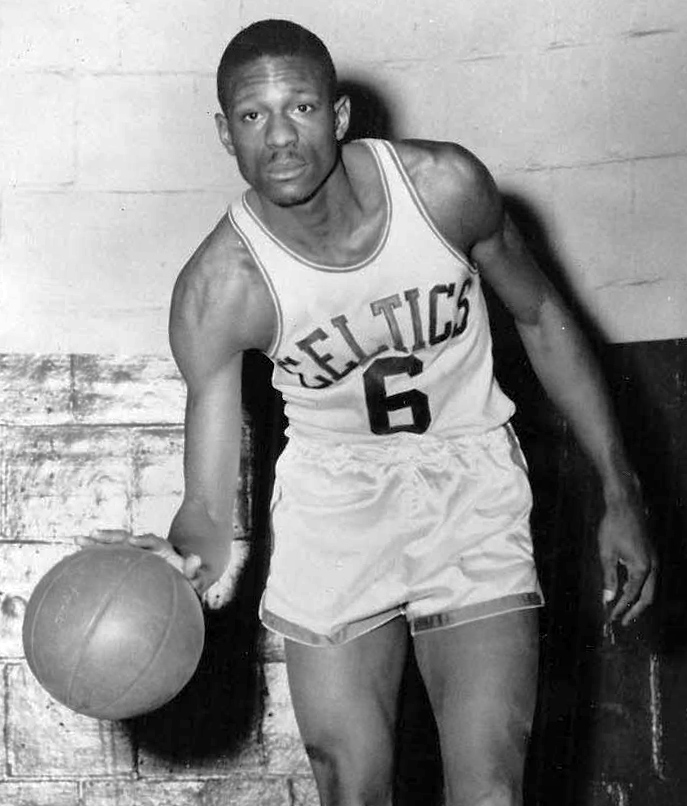
Russell en 1960.

Russell no se pudo unir a los Celtics en su primera temporada en la NBA hasta diciembre de 1956 debido a su grandísimo compromiso olímpico. Tras su regreso de Melbourne, Rusell disputó 48 partidos y promedio 14,7 puntos y 19,6 rebotes por partido, liderando la liga en esta última categoría estadística. Durante la temporada, en el equipo jugaron cinco futuros miembros del Hall of Fame: Russell, Tom Heinsohn, Jim Loscutoff, Bill Sharman, Bob Cousy y Frank Ramsey, este saliendo desde el banquillo (K.C. Jones no jugó en Boston hasta 1958 debido al servicio militar).
En los años previos a la llegada de Russell, los Celtics eran un equipo anotador pero pobre en defensa. Sin embargo, con la presencia defensiva de Russell, los Celtics fundaban el inicio de una de las dinastías más largas en la historia del deporte. En la primera temporada el equipo logró un balance de 44-28, consiguiendo una plaza de acceso a playoffs. En el primer partido de la primera ronda ante Syracuse Nationals, liderados por el futuro Hall of Fame Dolph Schayes, Russell completó uno de los mejores partidos en su carrera. Finalizó con 16 puntos, 31 rebotes y 7 tapones, aunque por esa época los tapones no eran una estadística oficial. Los Celtics barrieron a los Nationals y posteriormente se plantaron en sus primeras Finales.
En las Finales de la NBA se enfrentaron a St. Louis Hawks, equipo liderado por la estrella Bob Pettit y el ex-Celtic Macauley. Ambas franquicias llegaron al séptimo partido, siendo en el decisivo de la serie en el que Russell completara el famoso “Coleman Play”. Russell se encontraba en la línea de fondo de su propio campo cuando Jack Coleman recibió un pase a media pista, llegando el pívot de los Celtics con la suficiente velocidad y potencia como para taponarle la a priori fácil bandeja que se preparaba a realizar el jugador de los Hawks. El tapón conservó el 103-102 para los Celtics en el marcador a falta de 40 segundos para el final del partido. El encuentro se decidió en la prórroga, donde los Celtics se impusieron por 125-123, ganando su primer anillo de campeón.
En la temporada 1957-58, Russell promedió 16,6 puntos y 22,7 rebotes por partido, récord de la liga. Un interesante fenómeno ocurrió esa campaña en la NBA; Russell fue nombrado MVP de la Temporada, pero fue elegido en el segundo mejor quinteto de la liga, algo que ocurriría constantemente a lo largo de su carrera. La NBA razonó que otros pívots eran más versátiles que Russell, pero ningún otro significaba tanto para su equipo como lo hacía él. Además, hasta la temporada 1979-80 el MVP de la temporada era elegido por votación de los jugadores, mientras que el equipo All-Star era elegido por votación de periodistas y comentaristas.
Por segundo año consecutivo los Celtics poseían el mejor récord de la NBA, avanzando fácilmente hasta las Finales de la NBA. En ellas se encontraron de nuevo a los Hawks, lesionándose Russell en el tercer partido de la serie. Liderados por Macauley y Pettit, y con su entrenador Alex Hannum, los Hawks se alzaron con su primer campeonato en seis encuentros.
En la campaña 1958-59, Russell continuó con sus dominantes números; 16,7 puntos y 23 rebotes por noche. Se convirtió en uno de los mejores reboteadores de todos los tiempos, promediando no menos de 23 rebotes por partido en sus siete siguientes temporadas en la liga. Los Celtics se hicieron con el mejor récord de la liga ganando 52 partidos, liderados por Russell hacia unas nuevas Finales de la NBA. En las de 1959, los Celtics barrieron a Minneapolis Lakers por 4-0 y conquistaron su segundo anillo. John Kundla, entrenador de los Lakers, dijo tras la serie: "No tememos a unos Celtics sin Russell, sin él podemos ganarles. Es el tipo que nos batió psicológicamente".

### 1959–66

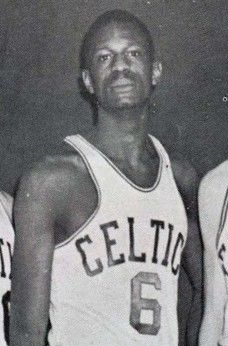
Russell, con la camiseta de los Celtics.

En la temporada 1959-60, debutó el rookie Wilt Chamberlain, pívot de Philadelphia Warriors que hoy en día aún mantiene numerosos récords individuales tanto en partido como en temporada, incluyendo algunos asombrosos como los 100 puntos o los 55 rebotes en un encuentro y promedios de 50,4 puntos por noche en una temporada regular. La rivalidad Russell-Chamberlain, tanto en lo defensivo como en lo ofensivo, se convirtió en una de las más intensas y legendarias del baloncesto. Aquella campaña los Celtics ganaron 59 partidos incluyendo una racha de 17 consecutivos, encontrándose con los Warriors de Chamberlain en las Finales de División. Chamberlain superó a Russell en anotación por una diferencia de 81 puntos, pero los de Boston se llevaron la serie en seis partidos. Años más tarde, la rivalidad Russell-Chamberlain fue protagonista de un libro titulado The Rivalry del periodista deportivo John Taylor. En las Finales de 1960, los Celtics ganaron a los Hawks tomándose la revancha de hace dos años y consiguiendo su tercer campeonato de la NBA. Russell atrapó 40 rebotes en el segundo partido de la serie, añadiendo además 22 puntos y 35 rebotes en el séptimo y decisivo choque, liderando la victoria por 122-103 de los Celtics.
En la campaña 1960-61, Russell completó otro año de ensueño, promediando 16,9 puntos y 23,9 rebotes por partido. Su equipo consiguió un balance de 57-22, batiendo a Syracuse Nationals por 4-1 en las Finales de División y llegando otro año más a las Finales de la NBA, donde por segunda temporada consecutiva privaron del título a los Hawks (4-1).
Russell firmó un promedio de 18,9 puntos (mejor marca anotadora en su carrera) y 23,6 rebotes por encuentro en la temporada 1961-62, mientras que Chamberlain batía todos los récords firmando 50,4 puntos por partido en dicha campaña y anotaba 100 puntos en una sola noche. Los Celtics se convertían en el primer equipo en llegar a las 60 victorias, siendo Russell elegido el MVP. En la postemporada, la franquicia capturó el cuarto anillo en su historia, derrotando en las Finales de 1962 a los Lakers y con un Russell decidiendo la serie con 30 puntos en el séptimo y decisivo partido.
Antes de la campaña 1962-63, el veterano base Bob Cousy se retiró del baloncesto y los Celtics eligieron a John Havlicek, otro futuro Hall of Fame. Una vez más el equipo estuvo liderado por un inspirado Russell, promediando 16,8 puntos y 23,6 rebotes por partido durante dicha campaña y ganando su cuarto título de MVP de la Temporada. Además, por primera vez en su carrera consiguió el MVP del All-Star Game, tras anotar 19 puntos y capturar 24 rebotes para el Este. Por quinto año consecutivo, los Celtics ganaron el anillo de nuevo ante los Lakers en seis partidos.
En la siguiente campaña, la 1963-64, unos Celtics dominantes llegaron de nuevo a las Finales tras derrotar a Cincinnati Royals y San Francisco Warriors de Chamberlain por 4-1 en ambas series. Sería el séptimo anillo en ocho temporadas de Russell, sexto consecutivo, una racha histórica sin precedentes. Anotó 15 puntos y 24,7 rebotes por partido (récord en su carrera), liderando la NBA en rebotes por primera vez desde que Chamberlain llegó a la liga.
Russell tuvo otro año excelente durante la 1964-65, promediando 14,1 puntos y 24,1 rebotes por noche y guiando a los Celtics a 62 partidos ganados. Además, consiguió su segundo título consecutivo de máximo reboteador y el quinto MVP de la Temporada en su carrera. En los playoffs, los Celtics sufrieron para eliminar a Philadelphia 76ers del recién fichado Chamberlain. Russell hizo valer su MVP de la campaña tanto en el tercer partido como en el quinto, donde contribuyó con 28 rebotes, 10 tapones, 6 robos y 7 asistencias. Sin embargo, aquella serie tuvo un final dramático para los 76ers pero glorioso para los de Boston. Cinco segundos antes del final del séptimo partido, los Celtics ganaban 109-110, perdiendo Russell el balón. Sin embargo, un saque de fondo mal dirigido de Hal Greer hizo que John Havlicek robara el balón, causando al comentarista de los Celtics Johnny Most gritar las legendarias palabras: "Havlicek stole the ball! It's all over! Johnny Havlicek stole the ball!". Tras las Finales de División, los Celtics vencieron fácilmente en las Finales de la NBA a los Lakers en cinco partidos y se coronaron un año más campeones de la NBA.
En la siguiente temporada (65-66), los Celtics ganaron su octavo título consecutivo. Esta vez, el equipo de Russell eliminó de nuevo a los 76ers, plantándose en las Finales con los Lakers de rivales por segundo año consecutivo y por cuarta vez en cinco años. Esta vez, la serie estuvo más igualada, decidiéndose en siete partidos. Durante la temporada regular, Russell aportó 12,9 puntos y 22,8 rebotes por encuentro, siendo la primera vez en su carrera que bajaba de 23 rebotes de promedio.

### 1966–69

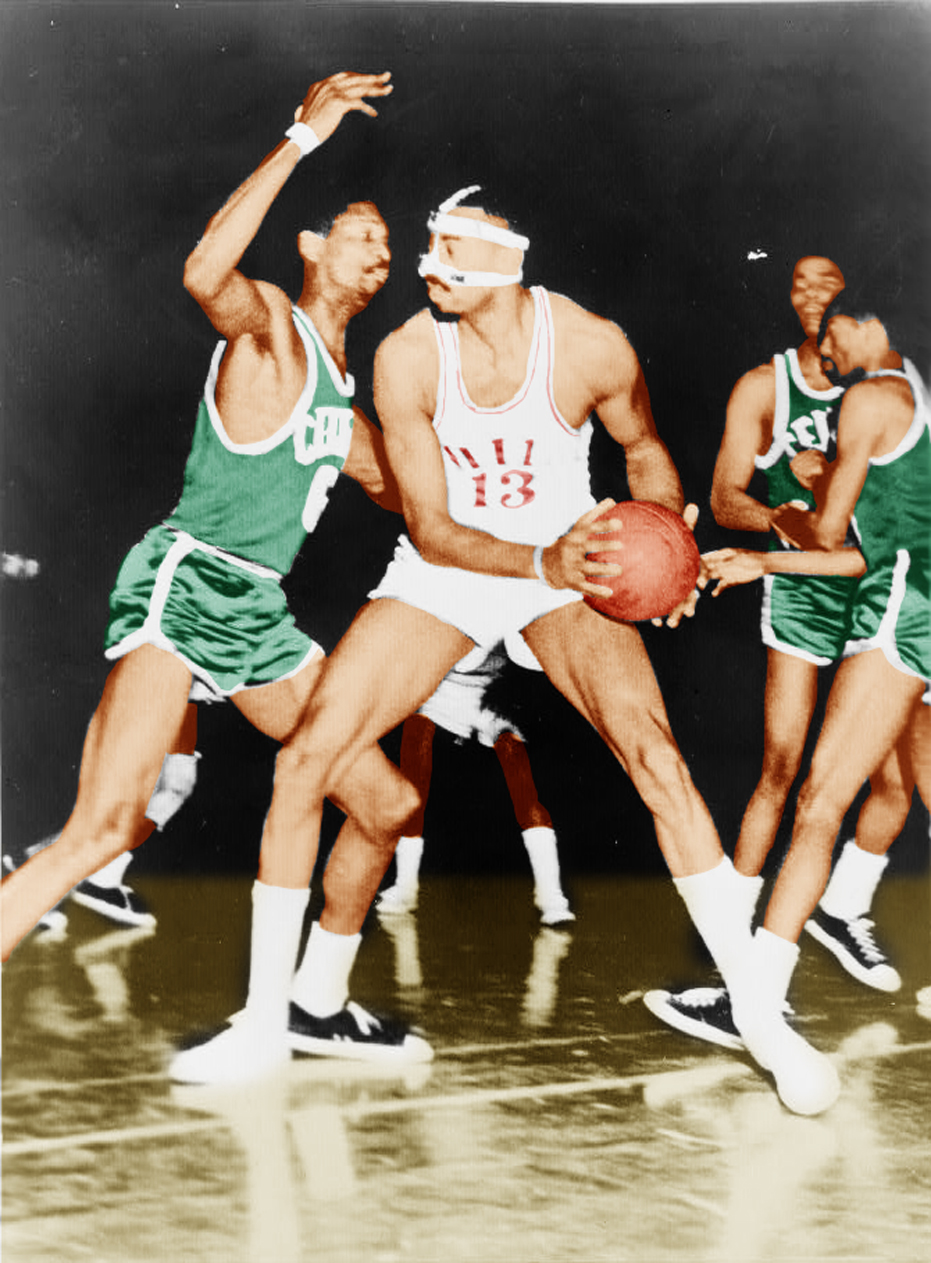
Russell defendiendo a Wilt Chamberlain.

Antes de la temporada 1966-67, el legendario entrenador de los Celtics Red Auerbach se retiró y nombró a Russell entrenador-jugador, convirtiéndose en el primer afroamericano en dirigir un equipo de la NBA en la historia. La racha de ocho campeonatos consecutivos llegó a su fin, siendo eliminados por los 76ers de Chamberlain en las Finales de División que además superaron el récord de más victorias en una temporada, en posesión de los Celtics con 68. El entrenador aquel año de los 76ers era Alex Hannum, técnico que había dirigido a los Hawks de 1958, vencedores de los Celtics en las Finales de la NBA de aquel año.
En su penúltima temporada (67-68) en la NBA sus números descendieron, promediando 12,5 puntos y 18,6 rebotes por partido a la edad de 34 años. En las Finales de División, parecía que los 76ers iban a eliminar a los Celtics de nuevo, ya que tras cuatro partidos el resultado era de 1-3 para los de Philadelphia. Sin embargo, lograron igualar la eliminatoria y en el séptimo partido Russell limitó a Chamberlain a tan solo dos intentos de tiros de campo en la segunda mitad. Los Celtics lideraban el marcador 97-95 a falta de 34 segundos cuando Russell sentenció el partido con varias jugadas decisivas que dieron la victoria a Boston. Posteriormente, los Celtics derrotaron a los Lakers en las Finales de la NBA por 4-2, consiguiendo Russell su décimo título en doce años. Russell fue nombrado "Mejor Deportista del Año" por Sports Illustrated. Tras perder por quinta vez consecutiva contra Russell y sus Celtics, el base de los Lakers Jerry West exclamó: "Si tuviera que escoger a algún jugador de baloncesto en la liga, mi primera opción sería Bill Russell. Nunca deja de asombrarme".
En la temporada 1968-69 y última de Russell, las posibilidades de ganar el campeonato eran más débiles. Russell aportó 9,9 puntos y 19,3 rebotes por partido, pero los Celtics consiguieron un mediocre balance de 48-34 en temporada regular y entraron en playoffs como el cuarto mejor equipo del Este. Boston llegó de nuevo a las Finales, encontrándose un año más a los Lakers como rivales, aunque esta vez los californianos partían como favoritos con Jerry West, Elgin Baylor y el reciente fichaje de Wilt Chamberlain. Tras seis partidos, la serie estaba igualada, contando los Celtics con serias posibilidades de ganar el campeonato. En el séptimo encuentro, iban por delante con una diferencia de nueve puntos a falta de cinco minutos, además de que Chamberlain dejó el partido por una lesión en la pierna. La fortuna parecía que podría cambiar cuando Chamberlain pidió regresar al partido, pero inexplicablemente el entrenador de los Lakers Bill van Breda Kolff decidió mantener al pívot sentado en el banquillo hasta el final pese al disgusto de West. Los Celtics ganaron el campeonato y Russell consiguió su undécimo anillo en trece años. A la edad de 35 años, Russell atrapó 21 rebotes en su último partido en la NBA. La siguiente campaña los Celtics firmaron un 34-48 como balance de la temporada regular, quedándose fuera de los playoffs por primera vez desde 1950 e ilustrando con este hecho la importancia que tenía Russell en el equipo.

### Carrera post-jugador

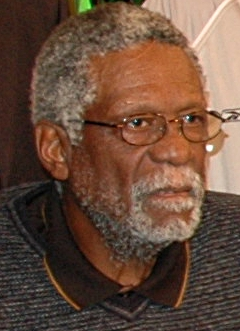
Bill Russell, 2005.

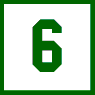
Dorsal n.° 6 de los Boston Celtics, retirado en homenaje a Russell

Los Celtics retiraron el dorsal 6 de Russell en 1972, y tres años después entró a formar parte del Salón de la Fama de Baloncesto. Russell, que tenía una difícil relación con los medios de comunicación, no asistió a la ceremonia de ninguno de los dos acontecimientos. Tras retirarse como jugador, fue entrenador de Seattle SuperSonics (1973 a 1977) y Sacramento Kings (1987 a 1988).
Su etapa como entrenador no fue muy exitosa, aunque lideró a los Sonics a play-offs por primera vez en su historia. Irónicamente, dos años después los Sonics ganarían el campeonato con Lenny Wilkens usando una estrategia similar a la que usó Russell. Su paso por los Kings fue más frustrante, dejando el equipo con un triste balance de 17-41. En el tiempo que transcurrió entre su paso por los banquillos de los Sonics y Kings, Russell trabajó como comentarista, aunque nunca como locutor. Russell también escribió libros, entre los que se incluyen Second Wind (1979) y Russell's Rules (2001). Tras varios años fuera del ojo público, Russell volvió a ser noticia en enero de 2006 al convencer al pívot Shaquille O'Neal, de Miami Heat, para hacer las paces con su antiguo compañero de equipo, el escolta de los Lakers, Kobe Bryant.
El 17 de noviembre de 2006, el dos veces campeón de la NCAA, fue reconocido por su influencia en el básquetbol universitario al ser incluido en la clase fundacional del "National Collegiate Basketball Hall of Fame". Fue uno de cinco, junto con John Wooden, Oscar Robertson, Dean Smith y James Naismith, seleccionados para representar a la clase inaugural. El 20 de mayo de 2007 la Universidad de Suffolk otorgó a Russell un doctorado honorífico, y el 7 de junio de 2007 la Universidad de Harvard otorgó a Russell un título honorífico. Russell también fue honrado durante el Fin de Semana All-Star de la NBA en 2009 en Phoenix. El 14 de febrero de 2009, el Comisionado de la NBA, David Stern, anunció que el premio al Jugador más valioso de las Finales de la NBA pasaría a denominarse "Premio Bill Russell al Jugador más valioso de las Finales de la NBA" en honor al once veces campeón. Al día siguiente, durante el entretiempo del Partido de las Estrellas de la NBA, los tres capitanes de los Boston Celtics; Paul Pierce, Kevin Garnett y Ray Allen, sorprendieron a Russell al presentarle una tarta de cumpleaños con motivo de su 75.º cumpleaños.
El 18 de junio de 2007, Bill Russell fue incluido en la clase inaugural del Salón de la Fama FIBA. Bill Russell fue galardonado con la Medalla Presidencial de la Libertad en 2011.

## Fallecimiento
Falleció en la madrugada del 31 de julio de 2022 de forma pacífica, rodeado de su familia, por una enfermedad.

## Estadísticas de su carrera en la NBA
|  | Denota temporadas en las que ganó un Campeonato de la NBA |
|  | Líder de la liga                                          |
|  | Récord de la NBA                                          |

### Temporada regular
| Año     | Equipo | PJ  | MPP  | %TC  | %TL  | RPP  | APP | PPP  |
| ------- | ------ | --- | ---- | ---- | ---- | ---- | --- | ---- |
| 1956–57 | Boston | 48  | 35.3 | .427 | .492 | 19.6 | 1.8 | 14.7 |
| 1957–58 | Boston | 69  | 38.3 | .442 | .519 | 22.7 | 2.9 | 16.6 |
| 1958–59 | Boston | 70  | 42.6 | .457 | .598 | 23.0 | 3.2 | 16.7 |
| 1959–60 | Boston | 74  | 42.5 | .467 | .612 | 24.0 | 3.7 | 18.2 |
| 1960–61 | Boston | 78  | 44.3 | .426 | .550 | 23.9 | 3.4 | 16.9 |
| 1961–62 | Boston | 76  | 45.2 | .457 | .575 | 23.6 | 4.5 | 18.9 |
| 1962–63 | Boston | 78  | 44.9 | .432 | .555 | 23.6 | 4.5 | 16.8 |
| 1963–64 | Boston | 78  | 44.6 | .433 | .550 | 24.7 | 4.7 | 15.0 |
| 1964–65 | Boston | 78  | 44.4 | .438 | .573 | 24.1 | 5.3 | 14.1 |
| 1965–66 | Boston | 78  | 43.4 | .415 | .551 | 22.8 | 4.8 | 12.9 |
| 1966–67 | Boston | 81  | 40.7 | .454 | .610 | 21.0 | 5.8 | 13.3 |
| 1967–68 | Boston | 78  | 37.9 | .425 | .537 | 18.6 | 4.6 | 12.5 |
| 1968–69 | Boston | 77  | 42.7 | .433 | .526 | 19.3 | 4.9 | 9.9  |
| Total   | Total  | 963 | 42.3 | .440 | .561 | 22.5 | 4.3 | 15.1 |

### Playoffs
| Año   | Equipo | PJ  | MPP  | %TC  | %TL  | RPP  | APP | PPP  |
| ----- | ------ | --- | ---- | ---- | ---- | ---- | --- | ---- |
| 1957  | Boston | 10  | 40.9 | .365 | .508 | 24.4 | 3.2 | 13.9 |
| 1958  | Boston | 9   | 39.4 | .361 | .606 | 24.6 | 2.7 | 15.1 |
| 1959  | Boston | 11  | 45.1 | .409 | .612 | 27.7 | 3.6 | 15.5 |
| 1960  | Boston | 13  | 44.0 | .456 | .707 | 25.8 | 2.9 | 18.5 |
| 1961  | Boston | 10  | 46.2 | .427 | .523 | 29.9 | 4.8 | 19.1 |
| 1962  | Boston | 14  | 48.0 | .458 | .726 | 26.4 | 5.0 | 22.4 |
| 1963  | Boston | 13  | 47.5 | .453 | .661 | 25.1 | 5.1 | 20.3 |
| 1964  | Boston | 10  | 45.1 | .356 | .552 | 27.2 | 4.4 | 13.1 |
| 1965  | Boston | 12  | 46.8 | .527 | .526 | 25.2 | 6.3 | 16.5 |
| 1966  | Boston | 17  | 47.9 | .475 | .618 | 25.2 | 5.0 | 19.1 |
| 1967  | Boston | 9   | 43.3 | .360 | .635 | 22.0 | 5.6 | 10.6 |
| 1968  | Boston | 19  | 45.7 | .409 | .585 | 22.8 | 5.2 | 14.4 |
| 1969  | Boston | 18  | 46.1 | .423 | .506 | 20.5 | 5.4 | 10.8 |
| Total | Total  | 165 | 45.4 | .430 | .603 | 24.9 | 4.7 | 16.2 |